# Guanozin-5'-trifosfat,3'-difosfatna difosfataza
Guanozin-5'-trifosfat,3'-difosfatna difosfataza (EC 3.6.1.40, pppGpp 5'-fosfohidrolaza, guanozin 5'-trifosfat-3'-difosfat 5'-fosfohidrolaza, guanozinska pentafosfataza, guanozin pentafosfatna fosfataza, guanozin 5'-trifosfat 3'-difosfatna 5'-fosfataza, guanozin pentafosfatna fosfohidrolaza) je enzim sa sistematskim imenom guanozin-5'-trifosfat-3'-difosfat 5'-fosfohidrolaza. Ovaj enzim katalizuje sledeću hemijsku reakciju
guanozin 5'-trifosfat 3'-difosfat + H2O {\displaystyle \rightleftharpoons } guanozin 3',5'-bis(difosfat) + fosfat
Ovaj enhzim takođe hidrolizuje druge guanozin 5'-trifosfatne derivate.

## Literatura
- Nicholas C. Price; Lewis Stevens (1999). Fundamentals of Enzymology: The Cell and Molecular Biology of Catalytic Proteins (Third изд.). USA: Oxford University Press. ISBN 019850229X.
- Eric J. Toone (2006). Advances in Enzymology and Related Areas of Molecular Biology, Protein Evolution (Volume 75 изд.). Wiley-Interscience. ISBN 0471205036.
- Branden C; Tooze J. Introduction to Protein Structure. New York, NY: Garland Publishing. ISBN 0-8153-2305-0.
- Irwin H. Segel. Enzyme Kinetics: Behavior and Analysis of Rapid Equilibrium and Steady-State Enzyme Systems (Book 44 изд.). Wiley Classics Library. ISBN 0471303097.

## Spoljašnje veze
- Guanosine-5'-triphosphate,3'-diphosphate+phosphatase на 